# 신흥항 (제주시)
신흥항은 제주특별자치도 제주시 조천읍 신흥리에 위치한 어항이다. 2004년 9월 23일 어촌정주어항으로 지정되었다. 관리청은 제주시, 시설관리자는 제주시장이다.

## 어항 연혁
신흥리는 옛날 조천과 함덕 사이에 있어서 땅은 좁고 물가따라 길게 뻗어갔으니 옛날에 왜포(倭浦)라 혹은 내포(內浦)라 혹은 고포(古浦)라고 하였다. 송강 김정탁이 말하기를, 전하는 말에 의하면 증빙하면 왜포는 '엄장매'이고 내포는 '광의전(廣義田)'이고 고포(古浦)는 지금의 '후전원(後田員)'으로 지금까지 살고 있는 곳이라 하는 설도 있다.

## 어항 구역
- 수역: 55,761m2[1]

## 어항 시설
2002년 선착장 70m축조를 시작으로 현재까지 방파제 15m, 선착장 143m가 축조되어 있다.